# 大野慶人
大野 慶人（おおの よしと、1938年〈昭和13年〉7月15日 - 2020年〈令和2年〉1月8日）は、舞踏家、演出家、ダンスセラピスト、教育者。大野一雄の次男。1986年以降、大野一雄の全作品を演出している。
ソロ作品「花と鳥」（2013年）はヨーロッパ（2014年）ブラジル（2015年）中国 (2016年2017年)を巡演。

## 来歴
- 1938年 東京都に生まれる。同年に父一雄は太平洋戦争に出征する。
- 1939年 北海道函館市に疎開。
- 1940年 千葉県勝浦市に疎開。
- 1945年 秋田県大館市釈迦内村へ疎開、終戦後に勝浦市に戻る。
- 1946年 父一雄が復員。初めて父の顔を知ることになる。神奈川県横浜市に転居。
- 1951年 関東学院中学校在学中に、父に師事してダンスを学び始める。
- 1956年 関東学院高等学校を卒業し、文化学院文学部に入学。
- 1959年 土方巽演出による三島由紀夫原作の「禁色」で少年役で暗黒舞踏の初舞台を踏む。以後、暗黒舞踏派の公演に出演する。
- 及川廣信のマイム・スタジオにて及川や安堂信也、大野一雄らに学ぶ。及川にクラシックバレエ、パントマイムを学び、後に及川らによるバレエ東京、アルトー館に参加する[1]。
- 1969年 新宿厚生年金会館にて初リサイタル「大野慶人DANCE EXPERIENCEの会」を開くが以後、舞台活動を中断。
- 1981年 大野一雄のカラカス・ニューヨーク公演に同道。
- 1982年 大野一雄のヨーロッパ公演に同道。

### 1985年以降
- 1985年 銀座有楽町朝日ホールの舞踏フエスティバル'85 大野一雄舞踏公演「死海」にて大野一雄との共演でカムバック。リミニ、ジュネーヴで「死海」公演。三井クローズ・アップ・オブ・ジヤパンのプログラムとして、ジョイス劇場・ニューヨークにて公演。

- 1986年 オーストラリア・アデレード国際演劇祭に参加。
  - サンパウロ、ブエノスアイレス、パリ、ロンドン、ローマ等を巡演。
  - 横浜・関内ホールにて「死海」を公演。
  - 福島にて「死海」公演。

- 1987年 マドリッド演劇祭に参加。
  - シュトゥットガルト世界演劇祭にて、大野一雄舞踏公演「睡蓮」を演出および共演。
  - 銀座セゾン劇場の土方巽追悼公演企画にて「睡蓮」公演。
  - 福島県檜枝岐国際フェスティバルに参加。

- 1988年 ニューヨーク国際芸術フェスティバルにて「睡蓮」公演。
  - 東京国際演劇祭参加作品・大野一雄舞踏公演「蟲びらき」を演出および共演。
  - 池袋西武スタジオ200にて公演。
  - 牛窓国際芸術祭で「死海」公演。

- 1989年 ローマ日本文化会館にて独舞公演。
  - ブダペスト・IMMTフェスティバル、ベルギー・ユーロパリア'89、メキシコ・セルバンティーノフェスティバル参加。
  - イタリアのバーリ、シチリア島、西ベルリンにて公演。

- 1998年 郡司正勝の遺稿を基に、自身のソロ作品「ドリアン・グレイの最後の肖像」を上演。
- 2010年「たしかな朝」ヴッパタール舞踊団所属のダンサー（Julie Anne Stanzas  Eddie Martinez） との共演
- 2020年1月8日、敗血症のため死去[2]。81歳没。

## 著書
- 『大野一雄 魂の糧』（フィルムアート社刊、1999年）ISBN 978-4845999972
- 『花と鳥 舞踏という生き方』（かんた、2006年）

## 写真集
- 『土方巽原作「病める舞姫」東北歌舞伎計画秋田公演（写真・谷口雅彦）』NPO土方巽秋田舞踏会　アートディレクション:宮古美智代　2018年

## 関連人物
- 大野一雄
- 及川廣信
- 柿崎順一
- 笠井叡
- 郡司正勝
- ジョアン・ソレル
- 友恵しづね
- 土方巽
- 溝端俊夫